# 山本富士子
山本 富士子（やまもと ふじこ、1931年12月11日 - ）は、日本の女優。本名は同じ。愛称はお富士さん。身長159cm。日本のミス・コンテストでも最も古い歴史を持つ「ミス日本」の初代優勝者である。

## 来歴・人物

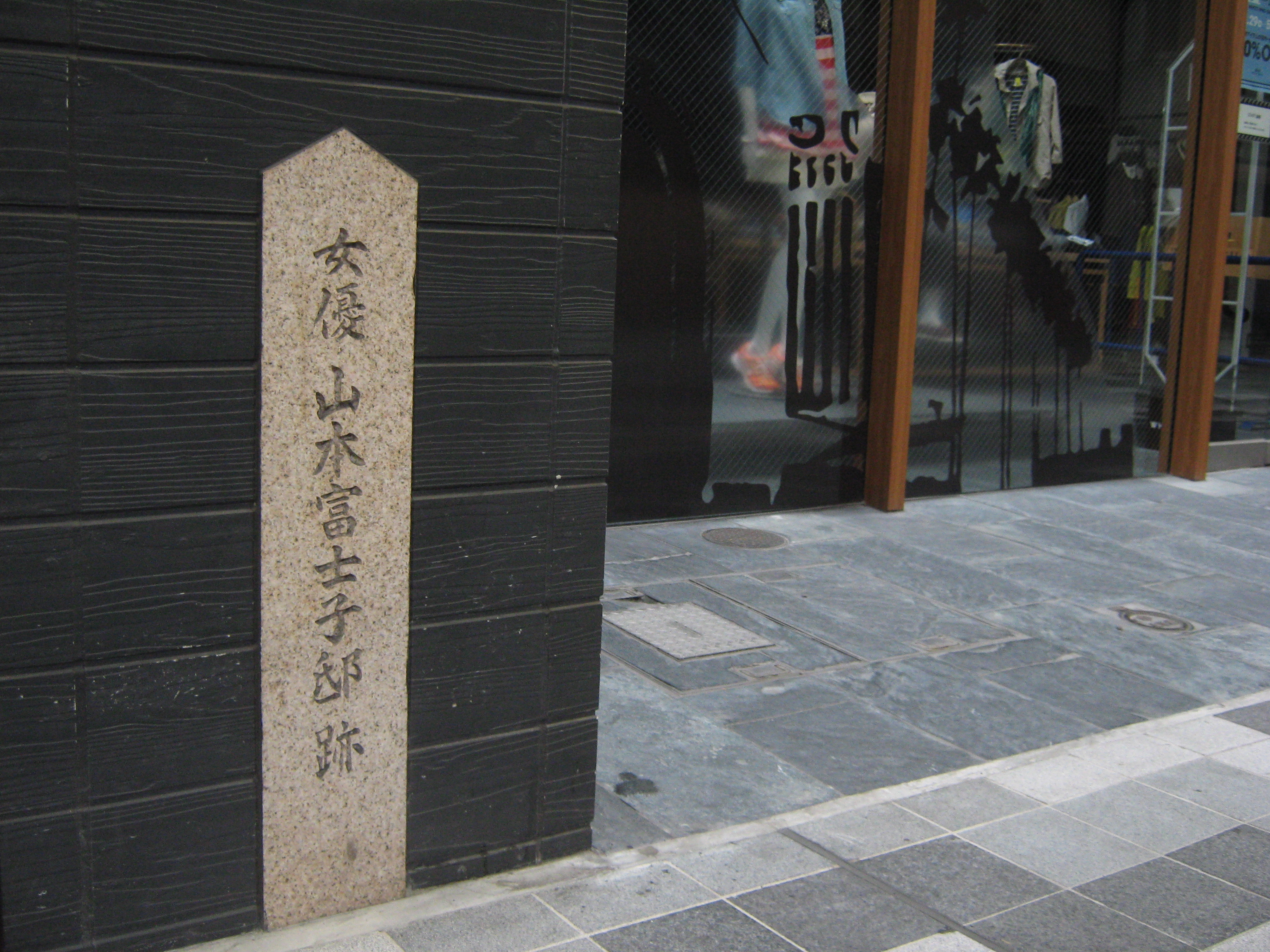
山本富士子邸跡、京都寺町三条下ル

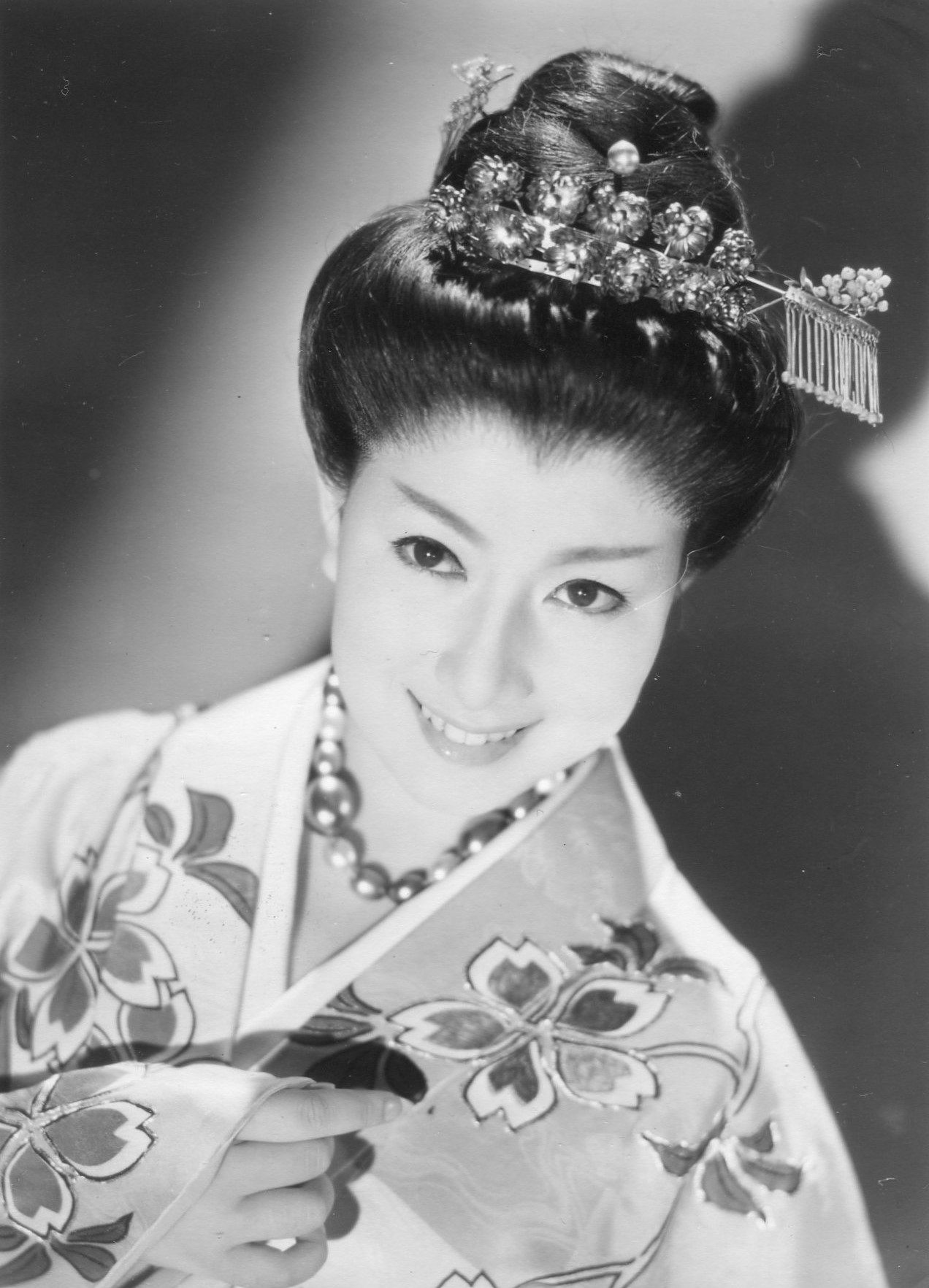
1950年代

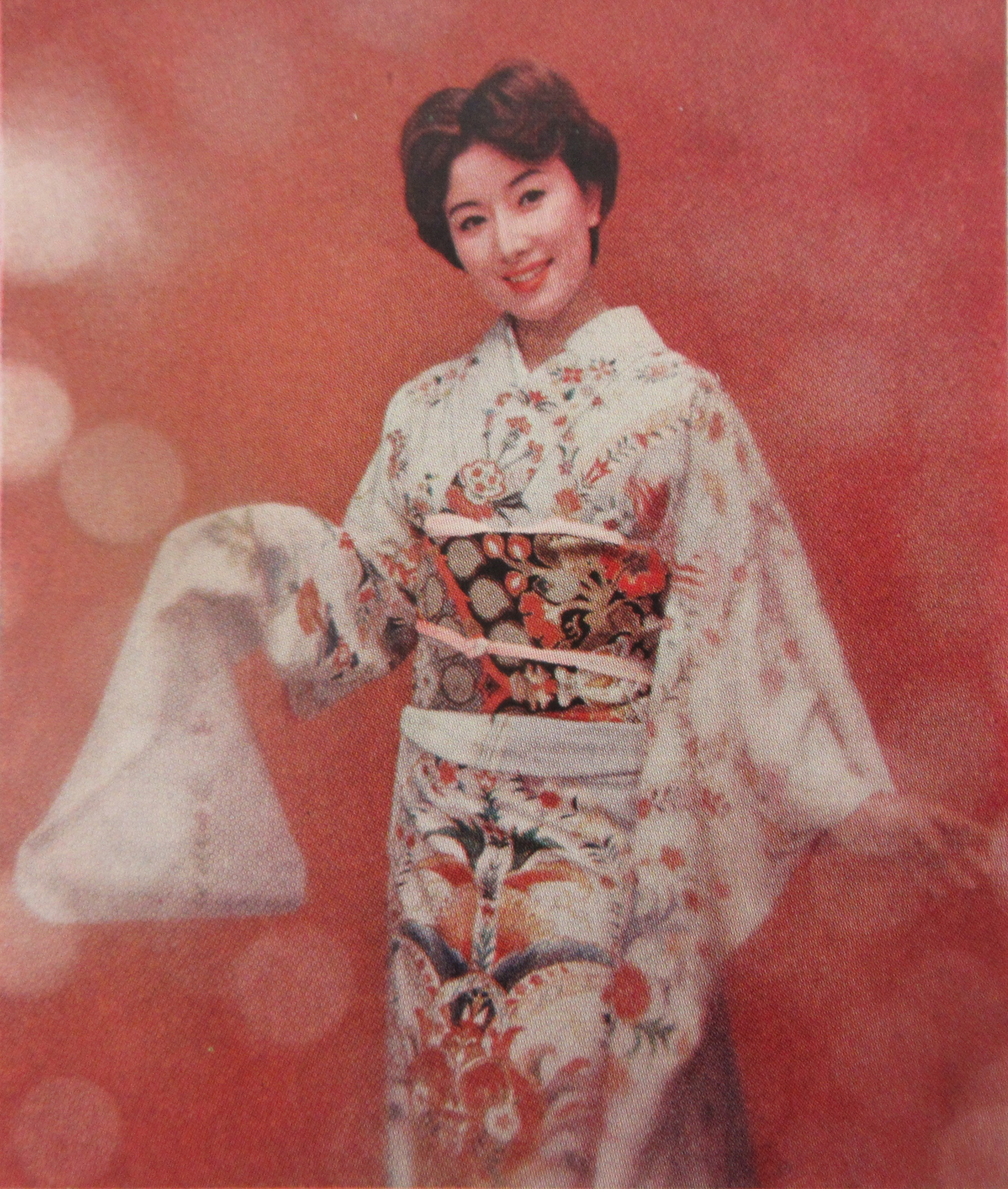
1950年代

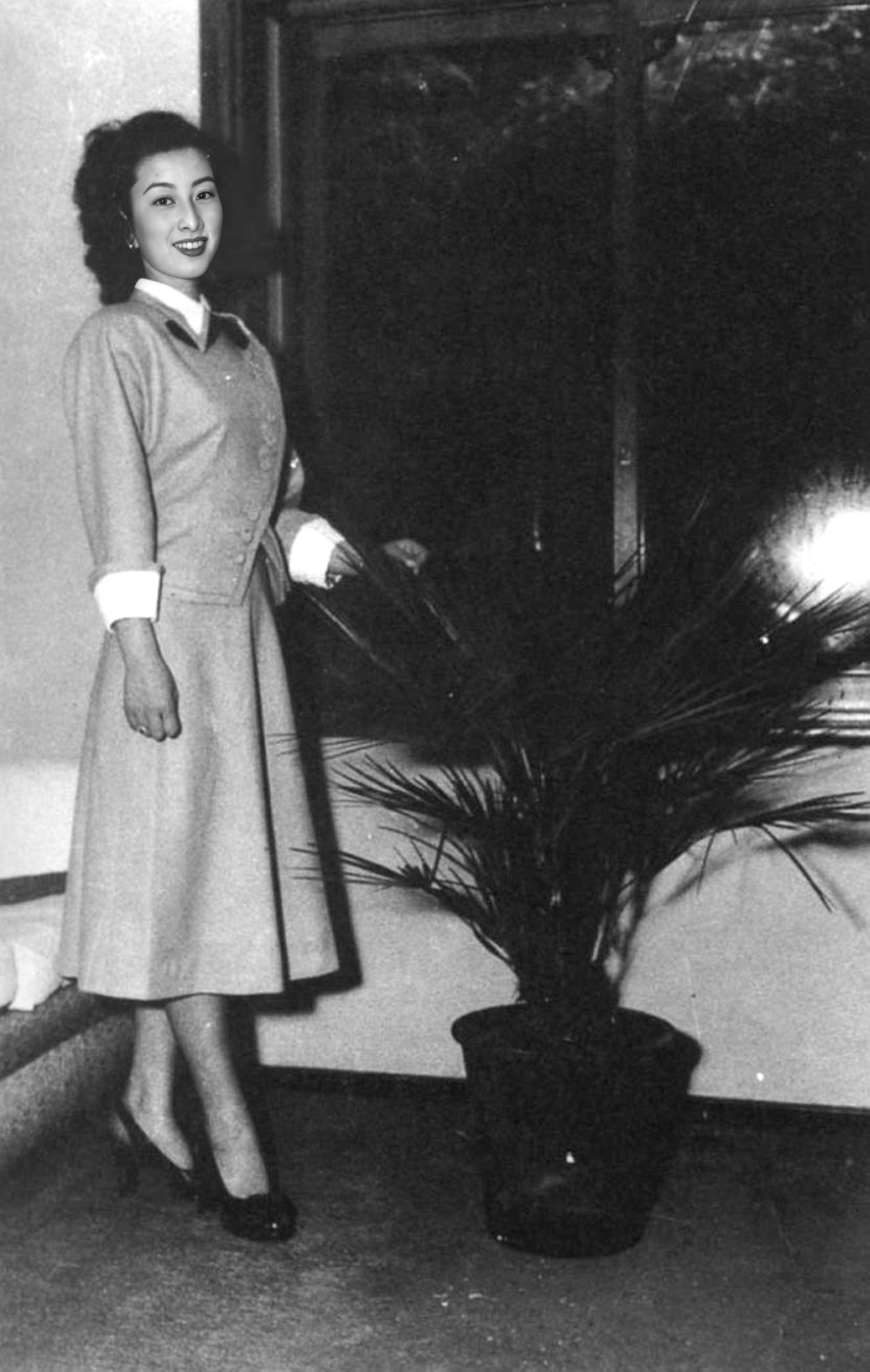
第1回（1950年度）ミス日本・山本富士子

1931年（昭和6年）、大阪市西区立売堀（いたちぼり）生まれ。母は船場の綿花問屋山重の主人の長女。少女時代、花柳禄寿門下の花柳禄之助について日本舞踊を習う。自宅が進駐軍に接収されたため引越し、大阪府立大津高女（現・大阪府立泉大津高等学校）から京都府立第一高女（現・京都府立鴨沂高等学校）に転入し、1949年（昭和24年）卒業。
1950年（昭和25年）、読売新聞社・中部日本新聞社・西日本新聞社が主催し、700人近い応募者があった第一回ミス日本において、満場一致でミス日本の栄冠に輝いた。この時の審査や授賞式の模様を伝えた白黒ニュースフィルムが現存する。1951年にミス日本として公式訪米し、ニューヨークのヤンキー・スタジアムでマリリン・モンローとジョー・ディマジオに会った。ミス日本選出後、映画界からスカウトされるが、当初女優になる意思はなかった。しかしスカウトが途切れず、悩んだ末、姉の「これからの女性は仕事を持つことよ」という言葉に女優になる決心をする。
ミス日本になってから3年後の1953年、映画会社の争奪戦の末、大映に入社。契約内容は「1本あたりのギャラはスライド制で1年目が10万円、2年目が20万円、3年目が30万円と意外に安いかわりに、3年たったら自由契約」であったが、3年後の自由契約の約束は守られなかった。同年、映画「花の講道館」で長谷川一夫の相手役としてデビュー。戦後ミスコン出身女優第1号と言われている。1954年に『金色夜叉』、1955年には『婦系図 湯島の白梅』のヒロイン、1956年の映画『夜の河』が大ヒットし、大映の看板女優として活躍した。
1963年1月、大映との契約更改を月末に控え、前年と同じ条件の「年に大映2本、他社2本出演」の契約を主張したが受け入れられず、1月末の契約切れを待ってフリーを主張。大映の社長・永田雅一は激怒し、彼女を解雇し五社協定にかけると脅した。山本はフリー宣言をし、同年2月28日、帝国ホテルでの記者会見で「そんなことで映画に出られなくなっても仕方ありません。自分の立場は自分で守ります。その方が生きがいがあるし、人間的であると思います。」と語り、詫びを入れろとの周囲の声に耳を貸さなかった。永田は一方的に解雇し、五社協定を使って他社や独立プロの映画や舞台からも締め出すよう工作する。この事は当時の国会でも取り上げられ、世間でも「人権蹂躙」と非難の声が上がった。彼女はテレビドラマに活路を求め、『山本富士子アワー』などに主演した後、演劇に新境地を開き、2013年現在まで演劇一筋で主演を続けている。
2025年の時点で映画界には復帰しておらず、映画出演はない。ただ、テレビ番組『映像美の巨匠 市川崑』（1999年、NHK）の中で、1983年に市川崑から映画『細雪』への出演依頼があったが断ったことを明かしている。結局、岸惠子が演じることとなったが、公開になった映画を観て、出演しなかったことを後悔したと語っている。
1962年、ギタリスト・作曲家の山本丈晴（旧姓：古屋、古賀）と結婚（2011年9月7日に死別）。1968年、長男を出産。義娘は料理研究家の山本薫。現在は孫（長男・長女）もいる。
2002年12月、日本経済新聞で「私の履歴書」を連載。
2011年11月21日、夫・丈晴のお別れの会が東京都千代田区紀尾井町にあるホテルニューオータニで開かれ、喪主を務めた。会には芸能界や政財界などから約1000人が出席した。

## エピソード
- 実家は南大阪では知られた素封家であり[注 2]、富士子たち娘の花嫁道具としてうなるほどの着物を買い溜めていた。ところが戦後、米軍用住宅として住居が洋館風だったために接収され、その中の家財道具としてそれらの着物も没収され、二度と戻ってこなかった。その時に落胆する両親の姿を見て、富士子は「女性も手に職を持たなければ」と実感させられたという（参考文献 『私の履歴書』（『日本経済新聞』連載））。
- 山本は日本銀行の就職試験をうけるも不採用となったが、後年、当時を知る日銀関係者がさる雑誌のインタビューで「適性など能力には全く問題がなかった。ただあの美貌ゆえ、男子行員達が落ち着かなくなるのではと心配されて採用が見送られた。」と明らかにした[1]。
- ミス日本に推薦されたきっかけは、父の友人だった京都市役所の広報課だった人物の薦め。米国からの支援物資の答礼使節としての大任であるとの趣旨に感動して、推薦を承諾した。
- 作家の三島由紀夫は自分の小説「にっぽん製」（1953年）の映画化の時、主演する山本と会って話をした。三島はその時の山本の印象を「外見だけでなく内面も素晴らしい女性」と絶賛している。
- レコード録音のため古賀政男邸にレッスンに行ったことが縁で、古賀門下の高弟・古賀丈晴と知り合う。 この時のレコード「青春日記」は、古賀政男と古賀丈晴がギター伴奏をした。結婚について両家は大反対だった。丈晴は結核を患っており、手術が成功したら結婚をすると約束。映画『彼岸花』の撮影中、丈晴の兄から「手術は無事成功した。」との電話を受け、泣いたと語っている。結婚することになった山本の実家には男兄弟がなく、また、姉も結婚し他家に嫁いでいたので、丈晴は婿養子となり『山本』姓を名乗るようになった。
- インタビューで質問に対して、否定の意味の「とんでもございません」を初めて使った人物であるとされる（日本語の乱れ#とんでもございません）。“良家の子女でミスにもなった彼女が使うのだから正しいはず”と広まった。
- 京都府立第一高女在学中には、京都市中京区寺町通三条下ル西側に住んでいた。現在、同地のビルの壁面に「女優　山本富士子邸跡」と記した石碑がはめ込んである。
- リンゴの品種の一つで、日本国内の栽培が最も多く、世界的にも最も多く生産される品種「ふじ」の名称の由来は、育種者の一人が山本富士子のファンであったことに由来している。

## 主な受章・受賞歴
- 1956年（昭和31年） - 映画『夜の河』
  - NHK 主演女優賞
- 1958年（昭和33年） - 映画『白鷺』、『彼岸花』
  - 第9回ブルーリボン賞 主演女優賞
- 1960年（昭和35年） - 映画『女経』、『濹東綺譚』
  - 第34回キネマ旬報ベスト・テン 主演女優賞
- 1996年（平成8年） - 第6回日本映画批評家大賞 ゴールデン・グローリー賞
- 2001年（平成13年） - 紫綬褒章
- 2000年・2002年（平成12・14年）　燦々ぬまづ大使（観光大使　2度受賞）

## 主な出演

### 映画

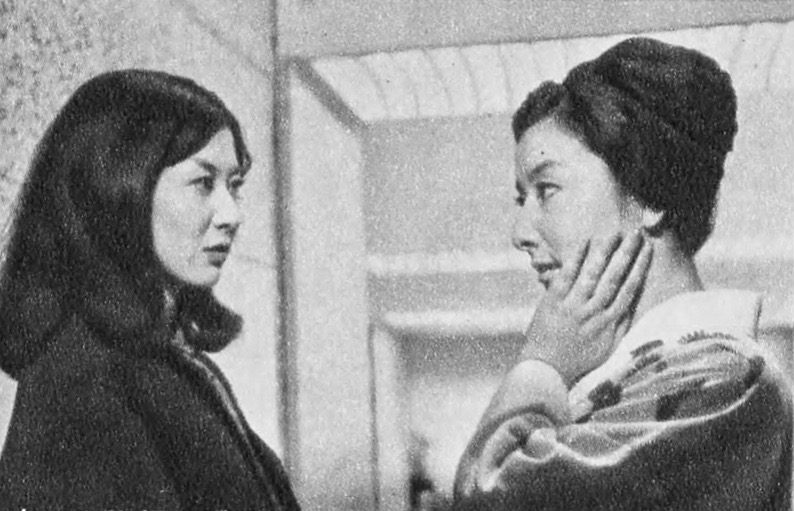
『黒い十人の女』（1961年）

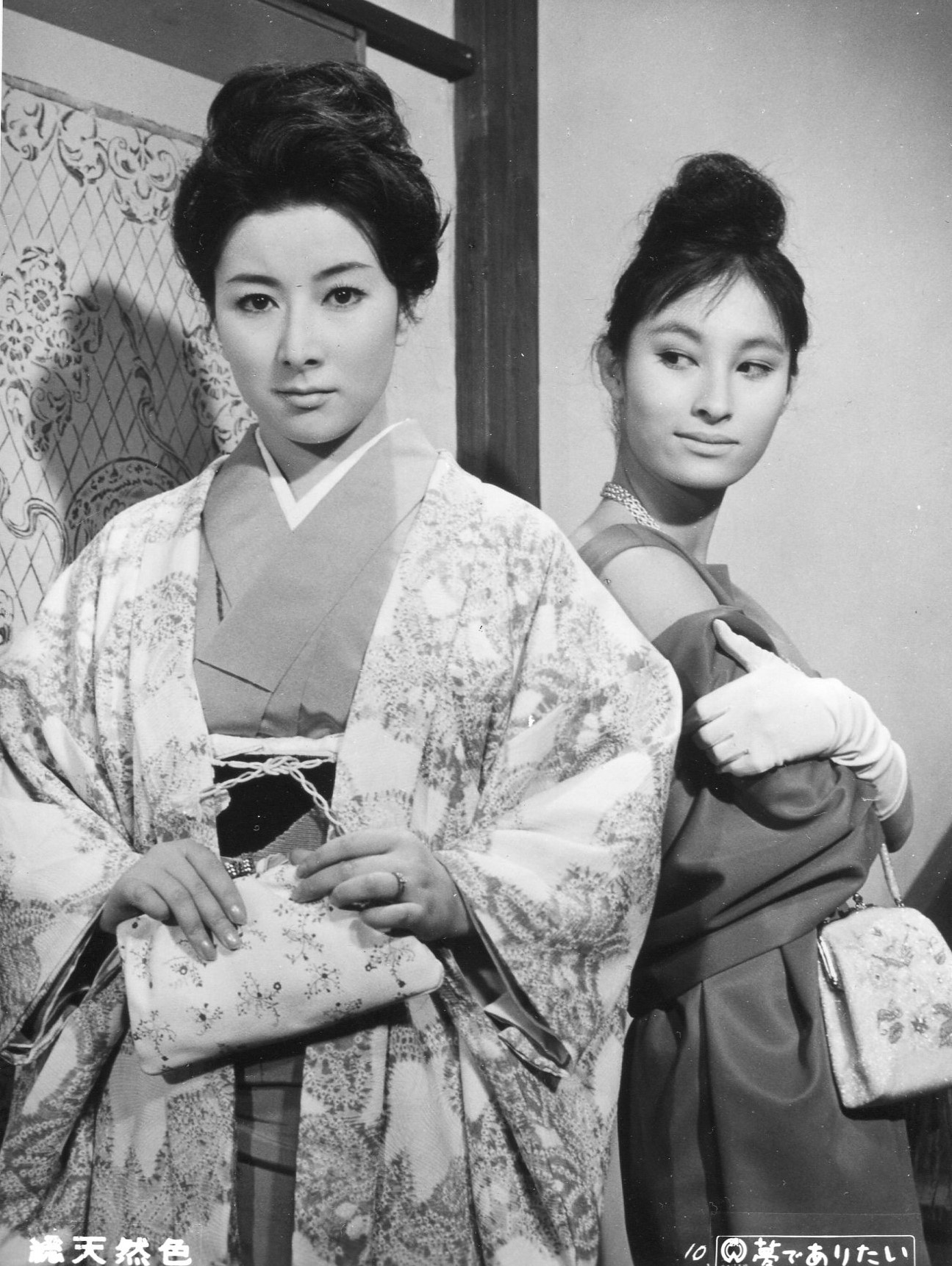
『夢でありたい』（1962年）

- 近世名勝負物語 花の講道館（1953年） - お光
- 関の弥太ッぺ（1953年） - お小夜
- 丹下左膳（1953年） - お艶
- 花の喧嘩状（1953年） - おちせ
- 春雪の門（1953年） - 仙石真理子
- 続・丹下左膳（1953年） - お艶
- 浅草物語（1953年） - 弓子
- 銭形平次捕物控 金色の狼（1953年） - お静
- にっぽん製（1953年） - 春原美子
- 十代の誘惑（1953年） - 川上先生
- 花の三度笠（1954年） - お菊
- 金色夜叉（1954年） - 宮 ※初のカラー映画出演
- 花のいのちを（1954年） - 野崎田鶴子
- 知らずの弥太郎（1954年） - おしの
- 月よりの使者（1954年） - 野々宮道子 ※カラー映画
- 火の女（1954年） - 彩田綾子
- 新しき天（1954年） - 志賀南海子
- 春の渦巻（1954年） - 五井昌子
- 伊太郎獅子（1954年） - おちか
- 川のある下町の話（1955年） - 井上民子
- 火の驀走（1955年） - 野崎千恵
- 風雪講道館（1955年） - 椿早苗
- 薔薇いくたびか（1955年） - 沢田道代
- つばくろ笠（1955年） - おたか
- 踊り子行状記（1955年） - 誰弥
- 婦系図 湯島の白梅（1955年） - お蔦
- 見合い旅行（1955年） - 今田登喜
- 薔薇の絋道館（1956年） - 菊龍
- 新・平家物語 義仲をめぐる三人の女（1956年） - 山吹
- 恋と金（1956年） - 椎名ひとみ
- 火花（1956年） - 幸崎伸子
- 花頭巾（1956年） - 由美
- 銭形平次捕物控 人肌蜘蛛（1956年） - お品
- スタジオは大騒ぎ（1956年）
- 夜の河（1956年） - 舟木きわ ※キネマ旬報ベストテン第2位
- 日本橋（1956年） - 滝の家清葉
- 月形半平太 花の巻・嵐の巻（1956年） - 梅松
- 続・花頭巾（1956年） - 由美
- 君を愛す（1956年） - 藤波京子
- 銭形平次捕物控 まだら蛇（1957年） - 喜久江
- 銀河の都（1957年） - お桂
- 続・銀河の都（1957年） - お桂
- スタジオはてんやわんや（1957年）
- 朱雀門（1957年） - 夕秀
- 源氏物語 浮舟（1957年） - 浮舟
- 夜の蝶（1957年） - おきく
- 真昼の対決（1957年） - 信子
- 鳴門秘帖（1957年） - 猪谷よね
- 雪の渡り鳥（1957年） - お市／きく
- 東京の瞳（1958年） - 堺晶子
- 銭形平次捕物控 八人の花嫁（1958年） - お品
- 春高樓の花の宴（1958年） - 筑紫伊佐子
- 母（1958年） - 山中
- 氷壁（1958年） - 八代美那子
- 忠臣蔵（1958年） - 瑤泉院
- 天竜しぶき笠（1958年） - おみね
- 命を賭ける男（1958年） - おきぬ
- 渇き（1958年） - 大庭明子
- 人肌孔雀（1958年） - おしの／京極若狭之介／染香
- 彼岸花 （1958年） - 佐々木幸子 ※キネマ旬報ベストテン第3位
- 都会という港（1958年） - 沢田千佐登／真佐枝（ゆかり）
- 娘の冒険（1958年） - 玉竜
- 白鷺[注 3] Le Héron blanc （1958年） - お篠
- 人肌牡丹（1958年） - 深雪／虚無僧／小鈴／緋牡丹屋のお雪／仙石右近
- 細雪（1959年） - 雪子
- 情炎（1959年） - 小梅
- 夜の闘魚（1959年） - 小蒔政子
- いつか来た道（1959年） - 池田さや ※共演：和波孝禧、ウィーン少年合唱団[注 4]
- 次郎長富士（1959年） - お新
- 美貌に罪あり （1959年） - 吉野菊江
- 暗夜行路（1959年） - 直子
- かげろう絵図（1959年） - 登美／豊春
- 歌麿をめぐる五人の女（1959年） - 小はん
- 旅情（1959年） - 杉田真弓
- 千姫御殿（1960年） - 千姫
- 女経（1960年） - 土砂爪子 ※オムニバス映画で第二話に出演
- 東京の女性（1960年） - 君塚節子 ※1939年に公開された東京の女性のリメイク。
- 大江山酒天童子 （1960年） - 渚の前
- 歌行燈 （1960年） - お袖
- 女妖（1960年） - お粂
- 夜は嘘つき（1960年） - 桂子
- 濹東綺譚（1960年） - お雪
- 白子屋駒子（1960年） - 白子屋駒子
- 大菩薩峠（1960年） - お松
- 大菩薩峠 竜神の巻（1960年） - お松
- 猟銃（1961年） - 多木彩子
- 女は夜化粧する（おんなはよる、けしょうする）（1961年） - 小峰登子
- みだれ髪（1961年） - 夏子
- 黒い十人の女（1961年） - 風双葉 ※キネマ旬報ベストテン第10位
- 夜はいじわる（1961年） - 大津桂子
- 女房学校（1961年） - 山村松代
- お琴と佐助（1961年） - お琴
- 釈迦（1961年） - ウシャマ
- 京化粧（1961年） - 藤村園
- 女と三悪人（1962年） - 瀬川喜久之助
- 夢でありたい（1962年） - 宮西園子
- 如何なる星の下に（1962年） - 美佐子
- 仲よし音頭・日本一だよ（1962年） - 特別出演
- 宝石泥棒（1962年） - 紫小夜子
- 秦・始皇帝（1962年） - 朱貴児
- 私は二歳（1962年） - 小川千代 キネマ旬報ベストテン第1位
- 雪之丞変化（1963年） - お初
- 憂愁平野（1963年） - 納所亜紀

### 演劇
- 夜の河 （1969年1月・1986年6月、明治座）
- 千姫御殿 （1970年1月、明治座）
- 吉野太夫 （1971年1月、明治座）
- 静御前 （1972年1月・1981年1月・1997年1月、明治座）
- 遊女梅川 （1973年1月、明治座）
- 徳川の夫人たち （1974年1月、明治座）
- 八百屋お七 恋の曼陀羅 （1975年1月、明治座）
- お市の方 （1976年1月、明治座）
- 浪花かんざし （1977年1月、明治座）
- 江戸の恋唄 （1977年10月、明治座）
- 『藤十郎の恋』より「おかじ」 （1978年1月、明治座）
- まひる野 （1979年1月、明治座）
- 湯島の白梅 （1980年1月・1984年5月・1994年6月、明治座）
- 春琴抄 （1982年6月・1990年2月、明治座）
- 開花楼おえん （1983年9月、明治座）
- お吟さま （1985年1月、明治座）
- 春雪の唄 （1987年1月・1995年1月、明治座）
- おさんさま （1988年5月、明治座）
- すみだ川恋唄 （1989年1月、明治座）
- 鶴来屋おゆう （1993年5月、明治座）
- 明治おんな橋 （2001年2月 明治座）
- 日本の心、雨情のこころ（2006年10月、けやきホール / 2007年6月、草月ホール）文化庁芸術祭参加公演
- 吉野太夫の恋（上演回数401回を記録）

### テレビドラマ
- 東芝日曜劇場（TBS）
  - 長谷川伸追悼番組『明治の女』（1963年） - 明治の女 ※映像が現存する[5]
  - 『夏のわかれ』（1981年、MBS）
  - 『大文字はもう秋』（1982年、MBS）
- シオノギテレビ劇場　山本富士子アワー（1964年-1965年、CX） 
  - 『にごりえ』
  - 篠の女
  - 夜の傾斜
  - 芳兵衛物語
  - おさん茂兵衛
  - 青衣の人
- 金曜劇場『山本冨士子のおけいちゃん』（1967年、日本テレビ）
- 土曜劇場（CX）
  - 雪やこんこん（1968年）
  - 夕焼けこやけ（1969年）
  - 明日天気にしておくれ（1970年）
- ナショナルゴールデン劇場　恋ごごろ（1969年、NET）
- おんなの劇場（CX）
  - 春の雪（1970年）
  - 吉野太夫（1970年）
- ポーラ名作劇場　女身（1971年、NET）
- 銀河ドラマ　夜の河（1972年、NHK）
- 長谷川伸シリーズ『暗闇の丑松』（前・後編）（1973年、NET）
- 女・その愛のシリーズ『白鷺』（前・後編）（1974年、NET）
- 鎌倉はるなつ　（1975年、CX）
- 時雨の記　（1979年、YTV）
- 砂の影　（1980年、テレビ朝日）

### その他のテレビ番組
- この人「山本富士子ショー」（NHK総合）
- 丈晴・富士子のさわやかサロン（テレビ朝日） - 夫婦で司会
- ワイド!スクランブル（テレビ朝日、2011年11月23日）
- 熱中世代　大人のランキング（BS朝日、2016年12月18日、25日）

他、多数

### ニュース映画
- 毎日世界ニュース 392 「週間話題 ブルーリボン賞に輝く人々」（1959年） - 女優主演賞は小津安二郎監督『彼岸花』・衣笠貞之助監督『白鷺』の山本富士子[6]。
- 毎日世界ニュース 428 「週間話題 ハワイの旅情」（1959年） - 野添ひとみ、山本富士子、川崎敬三らが大映映画『旅情』のハワイ・ロケに参加[7]。
- 大毎ニュース 549 「話題の人 山本富士子」（1962年） - 7年越しの恋が成就し、作曲家古屋丈晴との婚約を発表[8]。
- 大毎ニュース 577 「週間話題 赤ちゃんスター誕生」（1962年） - 大映映画『私は二歳』の主役を選ぶ赤ちゃんコンテスト開催され、母親役の山本富士子が東京の男の子を選んだ[9]。

### ラジオ
- ラジオ深夜便「女優が語る私の戦後」（NHKラジオ、2009年4月）

### テレビコマーシャル
- 老人ホーム・スーパーコート（関西地区ローカル）

## 著書
- 「いのち燃やして」（小学館。芸能生活50周年記念）

## イベント
- 「山本富士子展」（2005年 於：阪急百貨店（大阪・梅田本店））写真展
- 第123回中日レディーズサロン（中日新聞東海本社主催）「芸能生活50周年への想い そして折々の言葉」（2005年5月27日 ホテルコンコルド浜松）講演
- 日本映画映像文化振興センター「第95回 監名会」（2007年11月24日 東京国立近代美術館フィルムセンター）ゲスト

## 関連書籍
- 「水野晴郎と銀幕の花々」（近代文芸社。水野による富士子を含む女優達のインタビュー集）
- 「君美わしく 戦後日本映画女優讃」（川本三郎著。文藝春秋。川本による富士子を含む女優達のインタビュー集）
- 「小津安二郎新発見 松竹編」（講談社） ISBN 4-06-206681-5
- 「「20世紀を輝いた美女たち」スター青春グラフィティ 池谷朗[昔]写真館」 ISBN 4-87709-374-5
- 「「銀幕の名花」 20世紀のビッグスタア3 平凡特別編集」（マガジンハウス） ISBN 4-8387-1210-3
- 「別冊太陽 監督 市川崑」（平凡社）